# Straßensystem in Rumänien

Das Straßennetz in Rumänien

Das Straßensystem in Rumänien unterscheidet folgende Straßengattungen:
- Autobahnen (autostradă - pl. autostrăzi); Bezeichnung A auf grünem Grund mit einstelliger Nummer
- Schnellstraßen (drum rapid; drum expres); Bezeichnung DX auf rotem Grund mit Nummer und ggf. Buchstaben
- Nationalstraßen (drum național - pl. drumuri naționale); Bezeichnung DN auf rotem Grund mit Nummer und ggf. Buchstaben
- Kreisstraßen (drum județean - pl. drumuri județene); Bezeichnung DJ auf blauem Grund mit dreistelliger Nummer und ggf. Buchstaben
- Gemeindestraßen (drum comunal - pl. drumuri comunale); Bezeichnung DC auf gelbem Grund mit dreistelliger Nummer und ggf. Buchstaben

Die Autobahnen und Nationalstraßen werden von der Compania Națională de Autostrăzi și Drumuri Naționale din România (CNADNR) verwaltet, die dem Transport- und Infrastrukturministerium untersteht.
Für Autobahnen und Nationalstraßen wird die gebührenpflichtige rumänische Vignette (rovinietă) benötigt.

## Autobahnen

Das Autobahnnetz in Rumänien

Autobahn

Ende 2023 betrug die Länge des Autobahnnetzes 1005 Kilometer. Autobahnen sind in Rumänien Verkehrswege, die dem schnellen Fernverkehr und dem internationalen Verkehr mit Kraftfahrzeugen dienen. Sie werden stets mit höhenfreien Knotenpunkten, getrennten Auf- und Abfahrwegen und getrennten Richtungsfahrbahnen errichtet. Autobahnen sind mit einem Verkehrszeichen und einer Nummer im grünen Feld gekennzeichnet.

## Nationalstraßen

Abzweig der DN 1

Die Nationalstraßen haben eine Länge von gut 17.000 Kilometern. Die Straßen mit den Nummern 1 bis 7 (DN 1, DN 2, DN 3, DN 4, DN 5, DN 6, DN 7) strahlen radial von der Hauptstadt Bukarest aus. Abzweigungen dieser Straßen (ramificaţii) sind mit Zusatzbuchstaben gekennzeichnet. Einige von ihnen dienen auch dem Schwerlastverkehr. Das gilt auch für die Straßen DN 12, DN 13, DN 15, DN 17, DN 19, DN 22, DN 24, DN 28, DN 66, DN 69, DN 76 und DN 79 (alle zugleich Europastraßen) sowie die DN 18. Um Bukarest herum verläuft die Ringstraße CB. Zahlreiche weitere Nationalstraßen und -abzweigungen sind nicht für den Schwerlastverkehr vorgesehen, darunter die touristisch bedeutenden DN 67C (Transalpina) und DN 7C (Transfogarascher Hochstraße).

## Andere Straßen
Die Kreisstraßen bilden ein Netz von rund 35.000 Kilometer Länge, die Gemeindestraßen rund 30.000 Kilometer. Sie sind nur teilweise befestigt.